# 紀元前813年
紀元前813年（きげんぜん813ねん）は、西暦による年。

## 他の紀年法
- 干支 : 戊子
- 中国
  - 周 - 宣王15年
  - 魯 - 懿公3年
  - 斉 - 文公3年
  - 晋 - 献侯10年
  - 秦 - 荘公9年
  - 楚 - 熊徇9年
  - 宋 - 恵公18年
  - 衛 - 釐侯42年
  - 陳 - 釐公19年
  - 蔡 - 夷侯25年
  - 曹 - 戴伯13年
  - 燕 - 釐侯14年
- 朝鮮
  - 檀紀1521年
- ユダヤ暦 : 2948年 - 2949年
- アッシリア暦 : 3938年
- 人類紀元 : 9188年

## 死去
- 衛の釐侯
- 衛の共伯